# Hans-Joachim Priester
Hans-Joachim Priester (* 21. Juni 1937 in Hamburg; † 17. August 2023 ebendort) war ein deutscher Rechtswissenschaftler.

## Leben

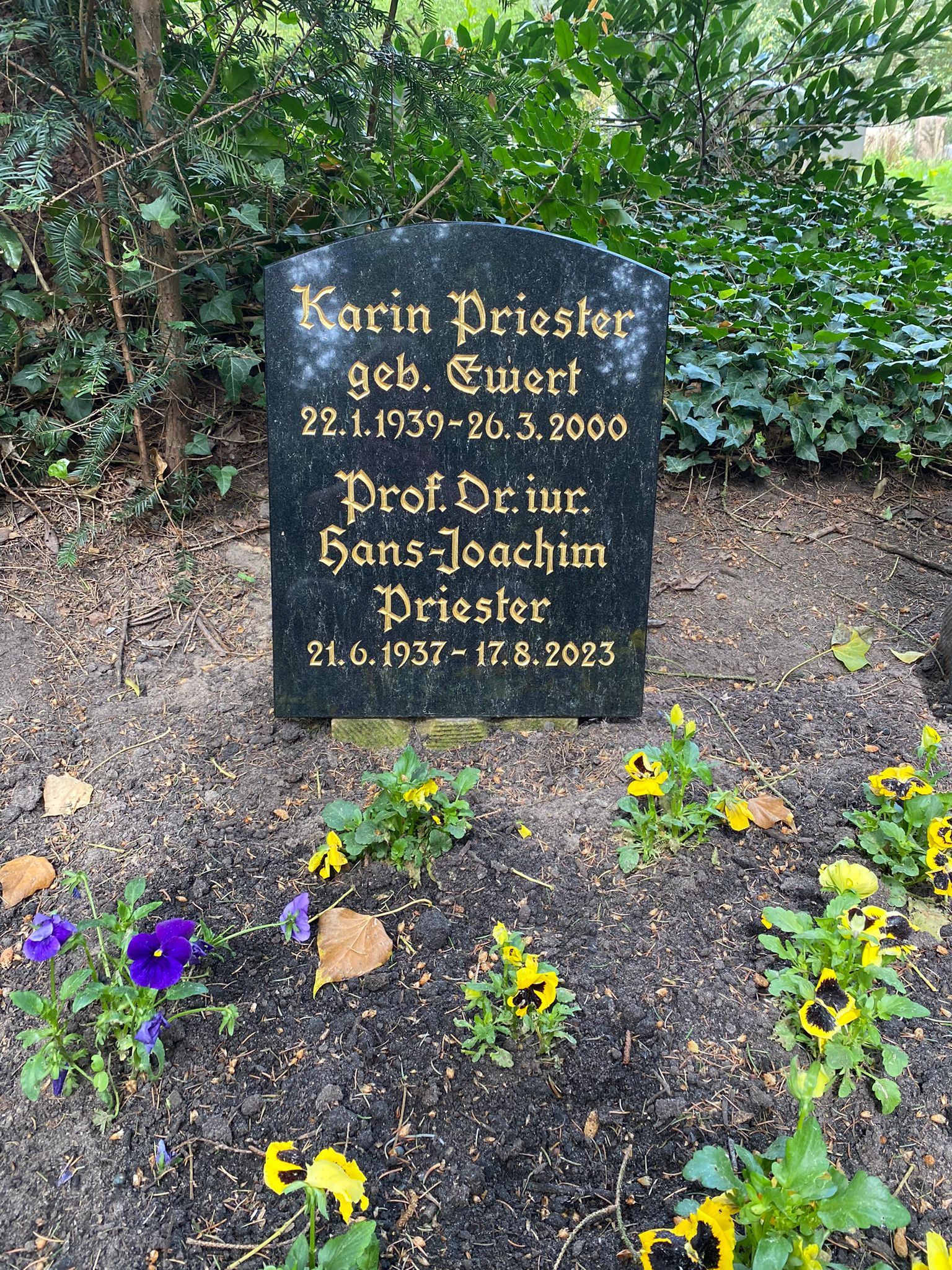
Grabstätte auf dem Friedhof Ohlsdorf

Hans-Joachim Priester studierte nach dem Abitur auf dem Johanneum Hamburg ab 1955 an der Universität Hamburg und der Ruprecht-Karls-Universität Heidelberg Rechtswissenschaften und Betriebswirtschaftslehre. In Hamburg schloss er sich dem Corps Albertina an. 1960 legte er das Erste Juristische Staatsexamen ab. 1962 schloss er das Studium der Betriebswirtschaftslehre als Dipl.-Kfm. ab. 1964 wurde er zum Dr. jur. promoviert. Nach Stationen während des Rechtsreferendariats in Hamburg, Berlin und Brüssel legte er 1966 das Zweite Juristische Staatsexamen ab.
1967 trat er als Rechtsanwalt in eine Hamburger Rechtsanwalts- und Wirtschaftsprüfersozietät ein. 1972 legte er die Prüfung zum Wirtschaftsprüfer ab. Von 1974 bis 2007 war er in Hamburg als Notar tätig. 1988 wurde er von der Fakultät für Rechtswissenschaft der Universität Hamburg zum Honorarprofessor ernannt. 2000 gehörte er der Gründungskommission der Bucerius Law School in Hamburg an. Von 2000 bis 2007 war er Vizepräsident der Hamburgischen Notarkammer. Er gehörte von 1994 bis 2015 dem Aufsichtsrat von Fielmann und von 2007 bis 2009 dem Aufsichtsrat von freenet in Büdelsdorf an.
Als Gesellschaftsrechtler wirkte er schwerpunktmäßig an der Kommentierung von Vorschriften des Handels- und Gesellschaftsrechts unter Einschluss des Umwandlungs- und Kapitalmarktrechts mit. Zahlreich sind seine Aufsätze in Zeitschriften, Kommentaren und Festschriften sowie seine Beiträge in Tagungsberichten. Von 2009 bis 2019 moderierte Priester die Österberg-Seminare zum Unternehmensrecht in Tübingen.
Seit 1976 war er Mitglied des Academischen Clubs zu Hamburg.
Hans-Joachim Priester wurde in der Familiengrabstätte Koeser auf dem Friedhof Ohlsdorf beigesetzt. Sie liegt im Planquadrat AF 22 bei Kapelle 7.